# Реде
Реде (нім. Rhede) — місто в Німеччині, знаходиться в землі Північний Рейн-Вестфалія. Підпорядковується адміністративному округу Мюнстер. Входить до складу району Боркен.
Площа — 78,65 км2. Населення становить 19 319 ос. (станом на 31 грудня 2020).